# Suka Jaya (Pulau Burung)
Suka Jaya is een bestuurslaag in het regentschap Indragiri Hilir van de provincie Riau, Indonesië. Suka Jaya telt 481 inwoners (volkstelling 2010).